# 洛尼约
洛尼约（法語：Lompnieu，法語發音：[lɔnjø]）是法国东部安省的一个旧市镇，属于贝莱区。2019年，洛尼约与邻近3个市镇合并为新市镇塞朗河畔瓦尔罗梅。

## 地理
洛尼约（45°57'42"N, 5°39'39"E）面积11.35 平方千米，位于法国奥弗涅-罗讷-阿尔卑斯大区安省，该省份为法国东部省份，北起汝拉省，西北接索恩-卢瓦尔省，西接罗讷省和里昂大都会，南至伊泽尔省，东与萨瓦省、上萨瓦省和瑞士接壤。
与洛尼约接壤的市镇（或旧市镇、城区）包括：瓦尔罗梅地区香槟、比热地区科尔马朗什、欧特维尔-洛讷、吕菲约、上瓦尔罗梅、叙特里约、松日约。
洛尼约的时区为UTC+01:00、UTC+02:00（夏令时）。

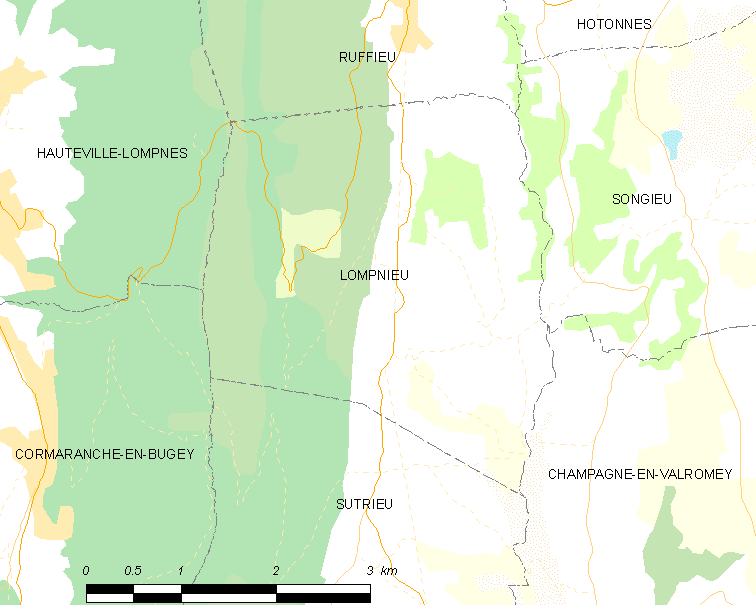
洛尼约的OSM定位图

## 行政
洛尼约的邮政编码为01260，INSEE市镇编码为01221。

## 政治
洛尼约所属的省级选区为普拉托多特维尔县。

## 人口

1962-2008年间洛尼约人口变化图示

洛尼约于2018年1月1日时的人口数量为121人。